# AvtoKrAZ
持株会社「AvtoKrAZ」(KhK AvtoKrAZ、アウトクラーズ、アフトクラーズ；ウクライナ語:ХК "АвтоКрАЗ"アウトクラーズ；ロシア語:)のひとつである。中部ウクライナの都市クレメンチュークに本拠を置き、大型車輌を主に自動車の開発・製造を行っている。また、AvtoKrAZは国際規格としてISO 9001:2000を取得している。
旧称はクレメンチューク自動車工場(Кременчуцький автомобільний заводクレメンチューツィクィイ・アウトモビーリヌィイ・ザヴォード)で、その略称KrAZ(КрАЗクラーズ)に「自動車」を意味する「авто」を付けて新しい社名とした。
なお、公式ホームページでは大文字と小文字の使い分けが判然としない部分がある。企業名は恐らく正式にはAVTOKRAZやAvtoKRAZではなくAvtoKrAZであるが、車両商標についてはKrAZとKRAZが混在している。このページでは、特に企業名と違える根拠もないため、企業名に合わせ商標についてもKrAZを用いることとする。

## 概要

### 構成

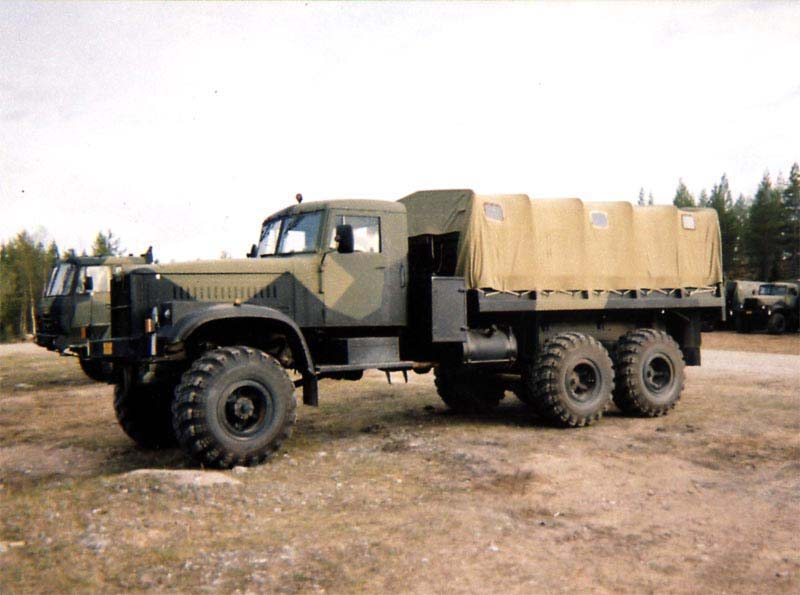
フィンランド軍のKrAZ-255B

AvtoKrAZは、その半世紀に及ぶ歴史の中で80万台近いトラックを生産してきた。AvtoKrAZで製造された車輌は、高出力と簡潔な車体構造、信頼性・経済性の高さ、そして大きな輸送力を売りとしており、これまでに世界60カ国以上で使用されている。
AvtoKrAZ製の車輌モデルは25種のプラットフォームを有しており、そこから150以上の派生型が作られている。車輪配置には、4x2、4x4、6x4、6x6、8x4、8x6のバリエーションがある。こうしたベース車輌をもとに、主として貨物自動車(トラック)、ダンプカー、牽引自動車(トレーラーおよびその牽引車・トラクター・トレーラーヘッド・ロードトラクター)を生産している。
AvtoKrAZの車輌は、これまでに国内外で多くの賞を受けている。運用は民間に留まらず、ソ連軍やウクライナ軍をはじめ、多くの国で軍用車輌としても用いられている。軍専用型としてはKrAZ-6322、KrAZ-5133BYe兵員輸送トラックなどがあり、これらからはBM-21「グラート」の後継車輌として設計されたKrAZ-6322-121「グラート」ロケット砲、「コリチューハ」(鎖帷子の意味)レーダーアンテナを搭載したKrAZ-6322レーダー車、KrAZ-6322AF装甲トラックが開発されている。また、KrAZ-6446トラクターは弾道ミサイルの牽引に用いられている。逆に、民間専用型としてはKrAZ-6133KYeバスなどがある。

### 歴史
AvtoKrAZは、1945年8月31日にソ連政府の指令によって自動車製造を開始したウクライナ・ソビエト社会主義共和国のクレメンチューク工場(Кременчуцький завод)がもととなっている。当初は300名余りの社員で構成されたクレメンチューク工場であったが、1952年までの工場拡張工事を経て次第にソ連の主要自動車メーカーのひとつに成長していった。
1956年には、社名はクレメンチューク・コンバイン工場(Кременчуцький комбайновий завод)に改められた。8月1日には、自社開発となるトウモロコシ用コンバインKU-2が生産を開始した。KU-2は、ウクライナにおいて大きな成功を収めた。
1958年4月には政府より大型貨物自動車の製造開始が命ぜられ、翌月より工場の体制は大型車輌の製造に移行した。

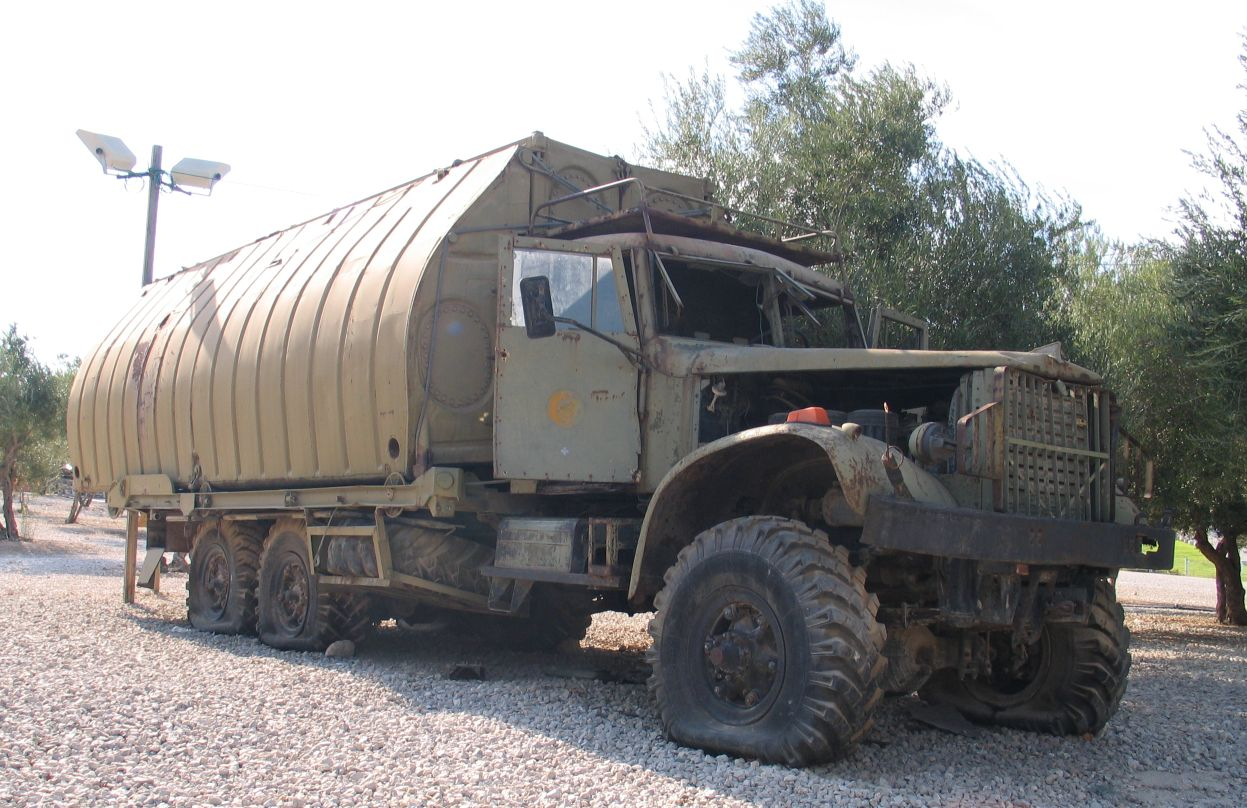
KrAZ-214を種車に開発されたポンツーン(浮橋)設置車輌PMP

1959年にはヤロスラーヴリ自動車工場(YaAZ)との共同生産となるの2種のダンプが生産を開始した。5月1日のメーデーには最初のKrAZブランドの車輌となるKrAZ-222が完成し、クレメンチュークとポルタヴァで生産が開始された。12月には、12 tダンプのKrAZ-219とその踏破力を向上したKrAZ-214が完成した。
1960年7月6日からKrAZブランドの車輌の輸出が開始され、まず初めにアルゼンチン、アフガニスタン、ブルガリア、中華人民共和国、インド、フィンランドへ輸出が行われた。また、トラクターのKRAZ-221が完成した。
1961年には輸出数は500台を超え、共同企業のヤロスラーヴリ自動車工場を凌ぐようになった。
1962年下半期には、12 tダンプKrAZ-256が完成した。また、これをもとにした無蓋トラックKrAZ-257やトラクターKrAZ-258が開発された。
1963年には、25000台目のKrAZが生産ラインを出た。これが、1968年末には一挙に10万台を突破した。

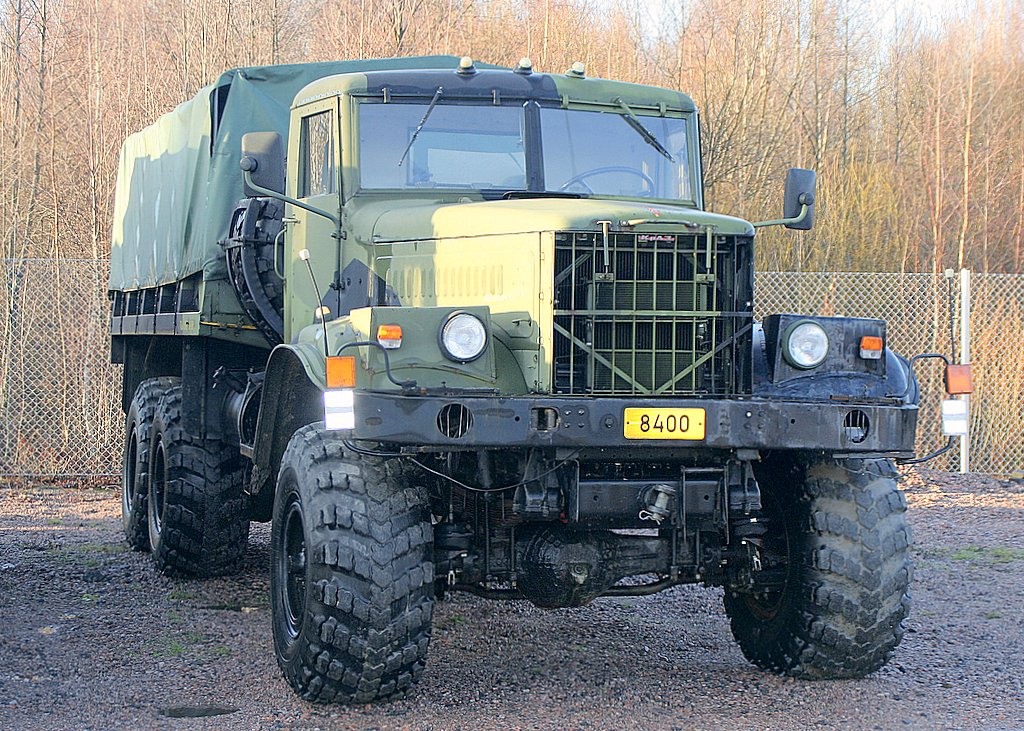
フィンランド軍のKrAZ-255B

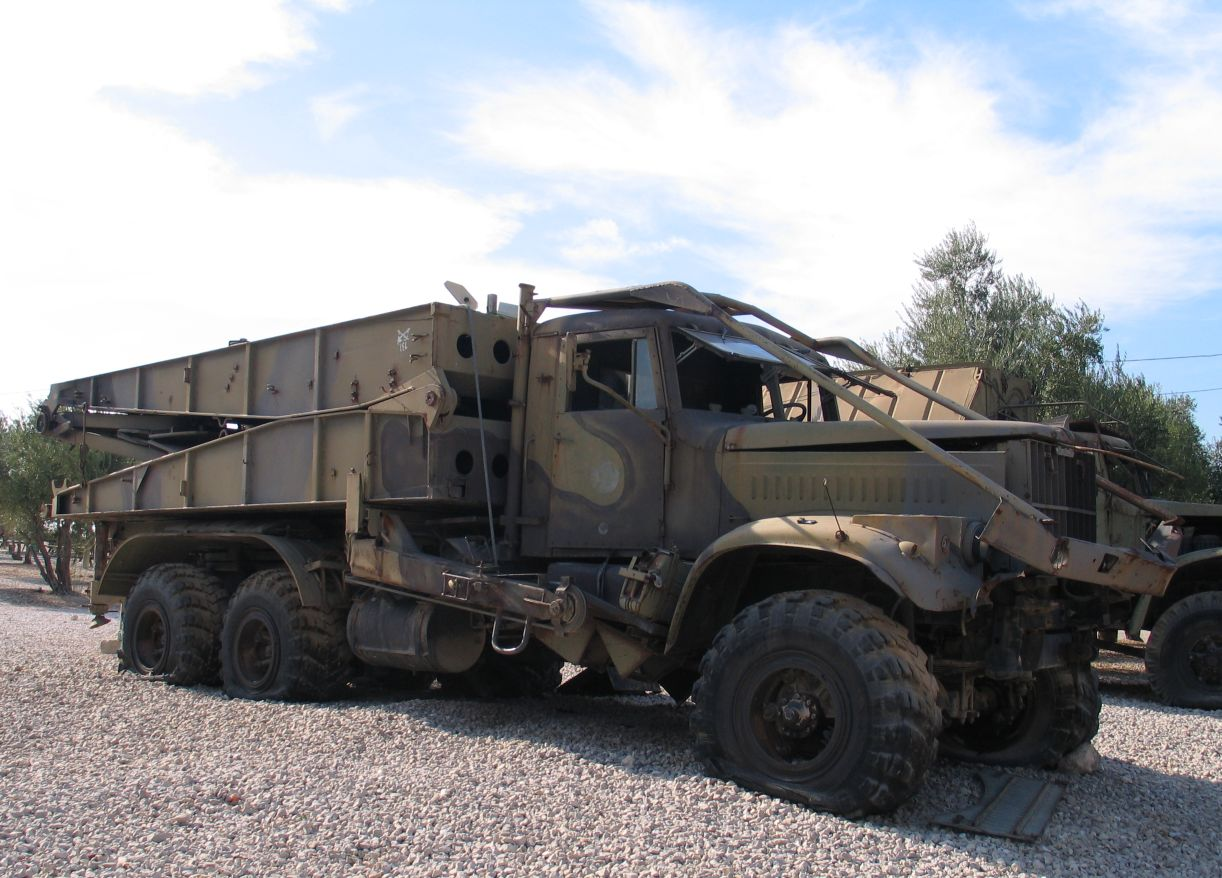
KrAZ-255を種車に開発された自走架柱橋TMM

1969年3月6日には、自動車・木材運搬車KrAZ-255Lが生産ラインを出た。
1971年1月22日には、工場はレーニン勲章を受けた。
1975年には、ポールトレーラーとなるKrAZ-260Gの試験が行われた。
1976年には、企業連合としてAvtoKrAZが結成された。当時、連合にはクレメンチューク自動車工場(Кременчуцький автомобільний завод)、クレメンチューク車輪工場(Кременчуцький колісний завод)、トクマク製鉄型打工場(Токмакський ковально-штамповочний завод)、マリウーポリ冷却器工場(Маріупольський радіаторний завод)、カーメネツ・ポドーリスキイ自動車組立工場(Кам'янець-Подільський АвтоАгрегатный завод)、シンフェローポリ・ハンドル工場(Сімферопольський завод авторулів)が参加していた。この年には販売数は25万台を突破し、また6x6車輌となるKrAZ-260Vも完成した。
1978年には、新しいベース車輌となるKRAZ-250が完成した。
1982年には、新しいベース車輌となるKrAZ-260が完成した。
1984年には、生産数50万台を突破した。
1988年には、材木運搬トラクターKrAZ-6437が生産を開始した。
1990年には、HAUN-KrAZ-22ラフターが完成した。また、新しいベース車輌となるKrAZ-6510も完成した。
1991年には、海外貿易専門会社として貿易会社「KrAZ」(Зовнішньоторгова фірма "КрАЗ")が設立された。この年8月24日のウクライナの独立により、KrAZは独立ウクライナの企業となった。

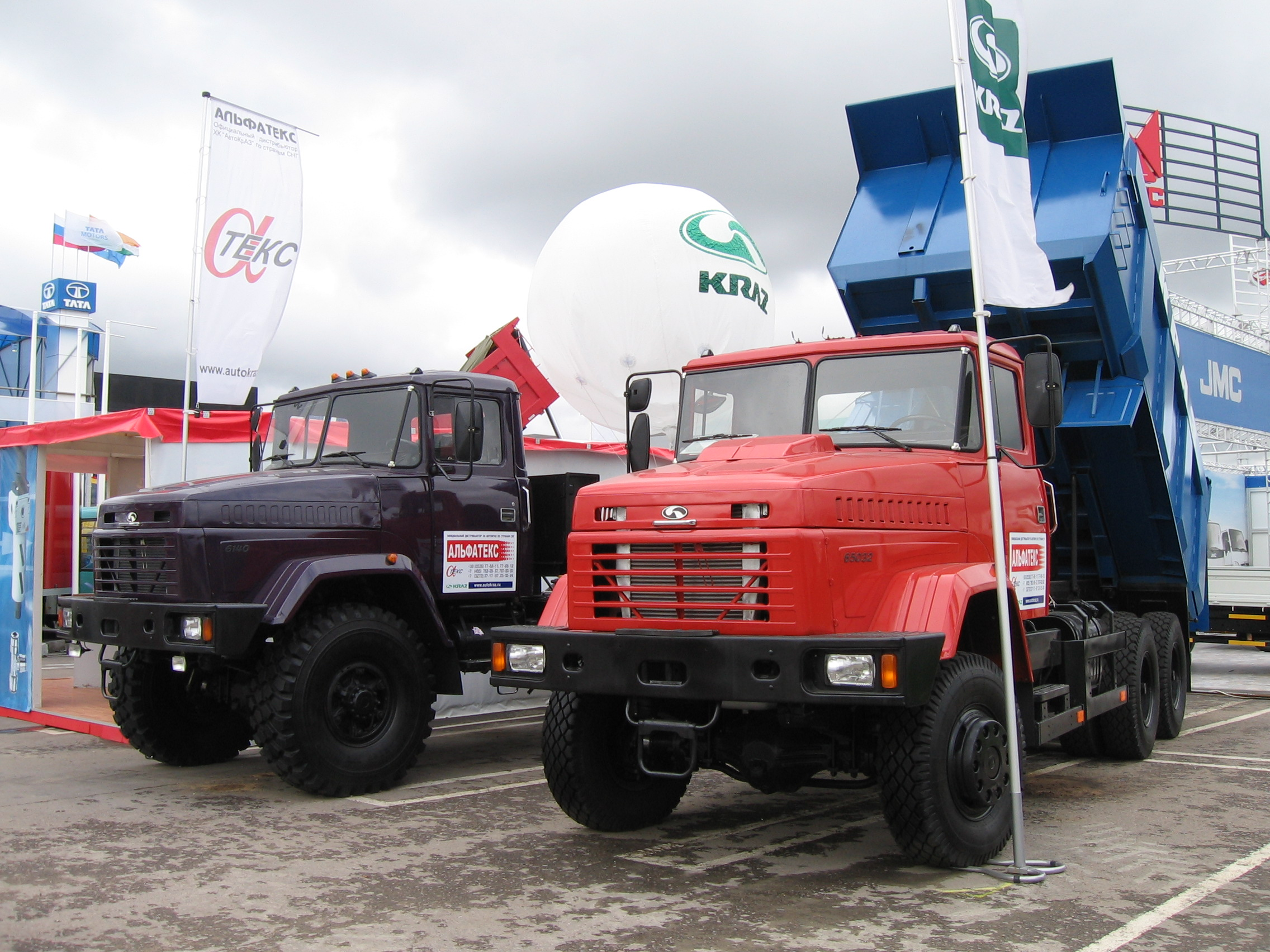
KrAZ-6140とKrAZ-65032(右)

1992年には、KrAZ-6310ダンプ、20 tダンプKrAZ-650321、6x6トラクターKrAZ-6443、KrAZ-6444が生産を開始した。
1993年には、生産数75万台を突破した。また、トラクターKrAZ-5444が完成、新しいベース車輌となるv65101も生産に入った。
1994年には、6x4トラクターのKrAZ-64431、6x6トラクターのKrAZ-6446、無蓋トラックのKrAZ-65053、6x6ポールトレーラーのv63221が生産に入った。11月には、ウクライナの国営企業として株式会社「クレメンチューク自動車工場」(ЗАТ "Кременчуцький автомобільний завод")が登録された。
1995年には、株式会社「クレメンチューク自動車工場」が営業を開始した。無蓋トラックKrAZ-5133V2とKrAZ-5131VYeが生産に入った。

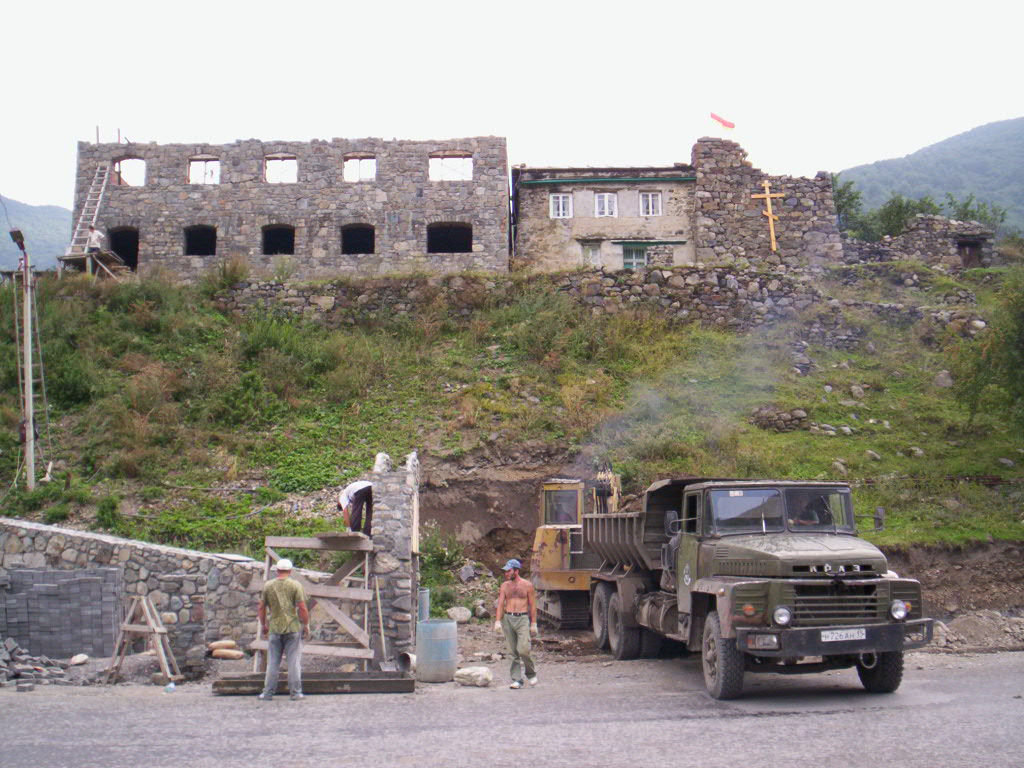
KrAZ-6133

1996年6月には、持株会社「AvtoKrAZ」(Холдингова Компанія "АвтоКрАЗ")が登録された。当時の傘下には、株式会社「ポルタヴァ自動車工場」(ЗАТ "Полтавський автоагрегатний завод")、株式会社「ヘルソーン・カルダンシャフト工場」(ЗАТ "Херсонський завод карданних валів")、株式会社「トクマク製鉄型打工場」(ЗАТ "Токмакський ковально-штамповочний завод")、株式会社「BTF KrAZ」(ЗАТ "ВТФ КрАЗ")、株式会社「KrAZTorg」(ЗАТ "КрАЗТорг")があった。企業規模は、従業員12300名となった。6x6材木運搬車の6133M6と6x4の16 tダンプKrAZ-65055が生産に入った。
1997年には、YaMZ-236Bエンジンを搭載するダンプKrAZ-6125S4と6x4で容積20 m2の15 tダンプv6130S4が生産に入った。
1998年には、トラクターKrAZ-6443とセミトレーラーKrAZ-DOLL-H401SZが生産に入った。
1999年には、ウクライナとドイツの合弁企業である「メガ・モトールス」が、持株会社「AvtoKrAZ」の株式25 %を取得した。この年、持株会社「AvtoKrAZ」は、国際自動車サロンで「SIA-1999」賞を授与された。2000年にも、同じく「SIA-2000」賞を授与された。
2001年7月には、「メガ・モトールス」の株式保有率は36.37 %に達した。8x4車KrAZ-7133N4とKrAZ-7133S4が完成した。
2002年には、右側ハンドルの試験車輌KrAZ-6333VYeが完成した。ウクライナではソ連時代より左側ハンドルであるが、右側となっているドイツでの普及を目指して開発されたものであった。9月には、株式会社「シンフェローポリ・ハンドル工場」(ЗАТ "Сімферопольський завод авторулів")も持株会社「KrAZ」の傘下に入った。持株会社「KrAZ」商会(Торговий дім ХК "АвтоКрАЗ")が開設された。

## グループ構成
- 持株会社「AvtoKrAZ」(Холдингова Компанія "АвтоКрАЗ")
- 株式会社「貿易会社KrAZ」(ЗАТ "Зовнішньоторгова фірма КрАЗ")
- 株式会社「ポルタヴァ自動車工場」(ЗАТ "Полтавський автоагрегатний завод")
- 株式会社「カーメネツ・ポドーリスキイ自動車組立工場」(ЗАТ "Кам'янець-ПодільськАвтоагрегат")
- 株式会社「スタハーノフ車輌工場」(ЗАТ "Стаханівський вагонобудівний завод")
- 株式会社「ヘルソーン・カルダンシャフト工場」(ЗАТ "Херсонський завод карданних валів")
- 株式会社「トクマク製鉄型打工場」(ЗАТ "Токмакський ковально-штамповочний завод")
- 株式会社「シンフェローポリ・ハンドル工場」(ЗАТ "Сімферопольський завод автомобільних рулів")
- 株式会社「ウージュホロド・トゥルボハーズ」(ЗАТ "Ужгородський Турбогаз")
- 株式会社・造船工場「ザリーフ」(ЗАТ "Суднобудівний завод "Залив")
- 株式会社・ベルジーチウ車輌組立工場「プロフレース」(ЗАТ "Бердичівський машинобудівний завод "Прогрес")
- 株式会社「アウトラジアートル」(ЗАТ "Авторадіатор")

## 主な生産車輌

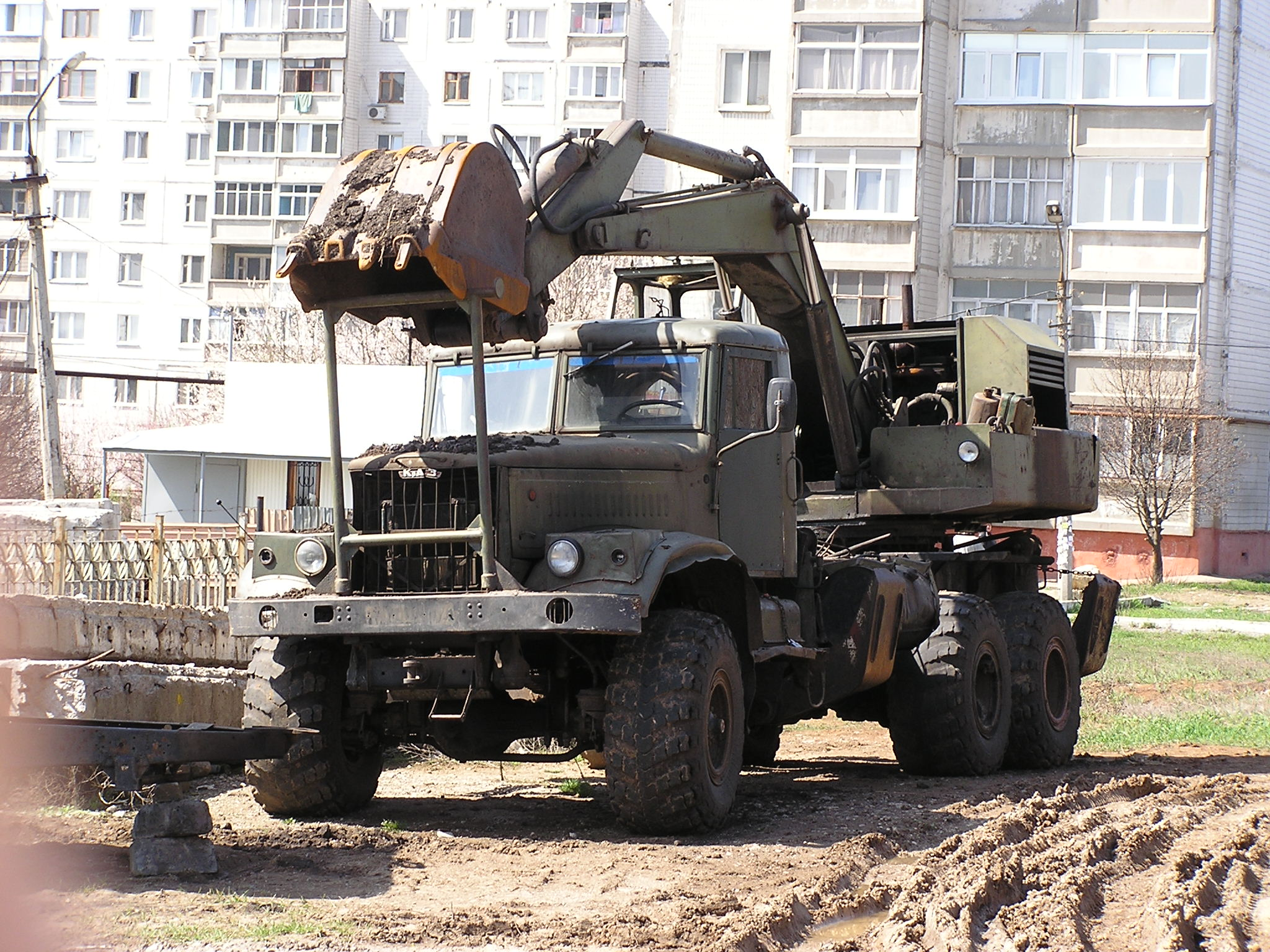
ショベルカー型KrAZ-255

- KrAZ-214
- KrAZ-255
- KrAZ-260（ウクライナ語版）
- KrAZ-5133
- KrAZ-5233
- KrAZ-6322
- KrAZ-6510（ウクライナ語版）